# Adolf von Trotha

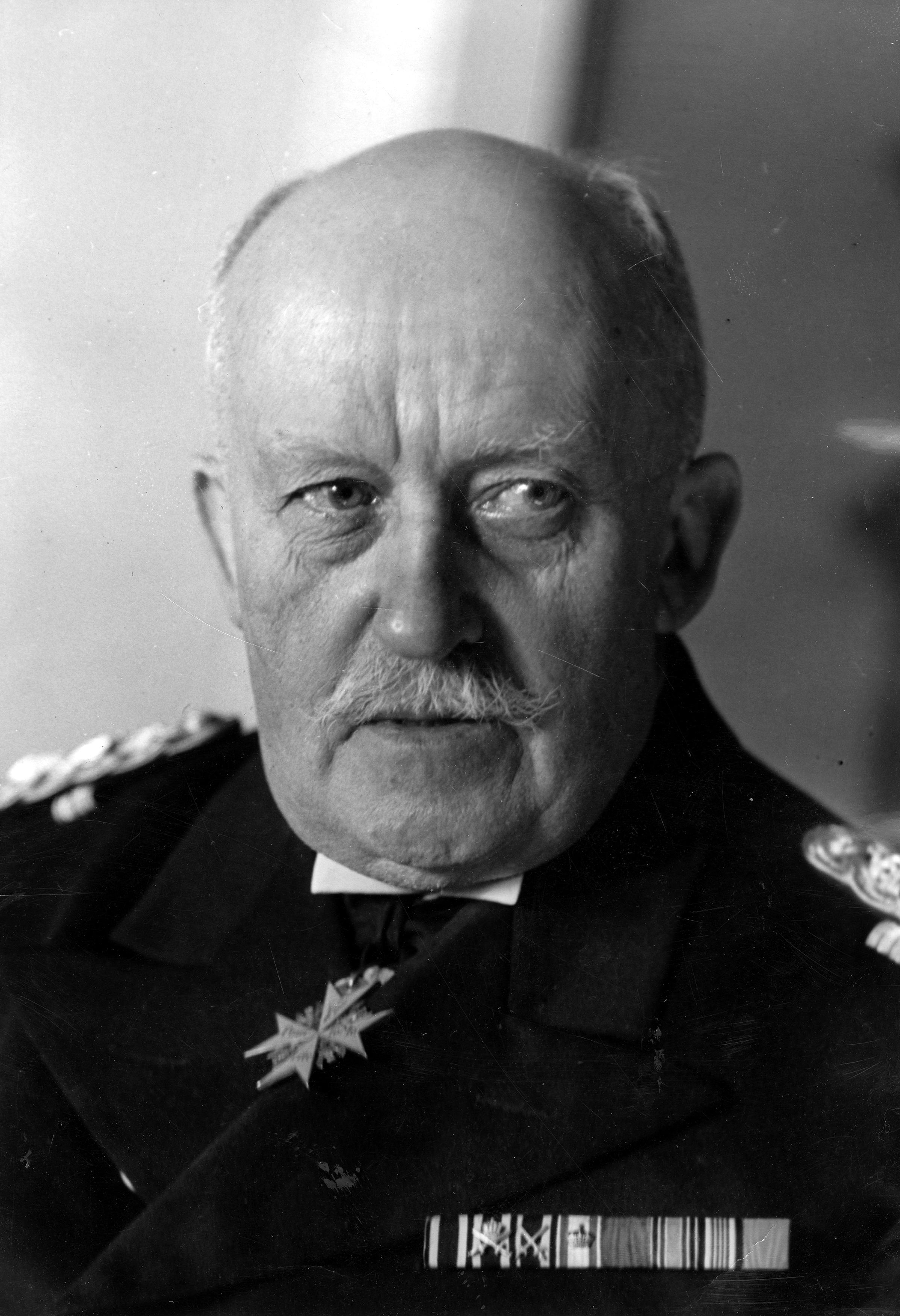
Adolf von Trotha

Adolf Lebrecht von Trotha (* 1. März 1868 in Koblenz; † 11. Oktober 1940 in Berlin) war ein deutscher Admiral.

## Familie
Er war der dritte Sohn des Karl von Trotha (1834–1870), der im Deutsch-Französischen Krieg fiel. Trotha besuchte das Königliche Wilhelms-Gymnasium in Berlin. Am 4. Juni 1902, auf Schloss Destedt, heiratete er Anna von Veltheim (* 15. Januar 1877 auf Gut Destedt; † 8. August 1964 in Braunschweig), Tochter des herzoglich braunschweigischen Oberkammerherrn und Oberjägermeisters Fritz von Veltheim, Gutsbesitzer auf Destedt, und dessen Ehefrau Elisabeth, geborene von Krosigk.

## Militärischer Werdegang

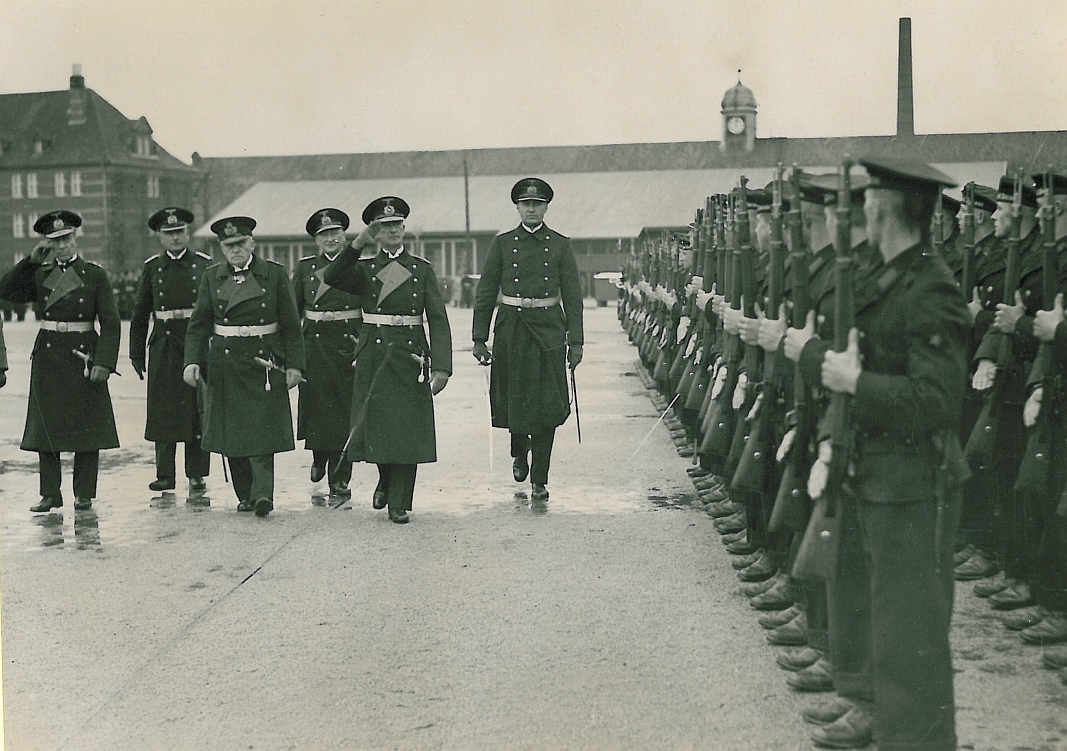
50 Jahrfeier der Torpedowaffe 1937 in Wilhelmshaven – links Admiral Werner Tillessen, in der Mitte von Trotha und rechts der Admiral Hermann Boehm

Trotha trat am 1. April 1886 als Seekadett in die Kaiserliche Marine ein und wurde 1891 zum Leutnant zur See ernannt. Er diente als Kommandant des Torpedoboots D 3 und als Navigationsoffizier auf dem Kleinen Kreuzer Seeadler. 1899 zum Kapitänleutnant befördert, diente er bis 1901 als Admiralstabsoffizier beim Ostasiengeschwader und nahm an der Niederschlagung des Boxeraufstands in China teil.
Von 1901 bis 1906 war Trotha Stabsoffizier im Reichsmarineamt unter Alfred Tirpitz. In dieser Verwendung wurde er 1904 zum Korvettenkapitän befördert. Von 1906 bis 1908 war er Erster Offizier auf dem Linienschiff Elsass und anschließend bis 1909 beim Stab der Hochseeflotte. 1909 zum Fregattenkapitän befördert wurde er zum Flügeladjutanten des Kaisers ernannt und übernahm im gleichen Jahr das Kommando des Kreuzers Königsberg. Am 7. Mai 1910 zum Kapitän zur See befördert, kam er als Abteilungschef ins Marinekabinett. Am 20. September 1913 übernahm er das Kommando des Großlinienschiffs Kaiser.
Als Chef des Stabes der Hochseeflotte (seit 29. Januar 1916) nahm er an der Skagerrakschlacht teil. Am 17. Dezember 1916 wurde er zum Konteradmiral befördert, auch Admiral à la suite des Kaisers. Bis 1918 war er Chef des Stabes und verantwortete in dieser Position den Flottenbefehl vom 24. Oktober 1918: Die Hochseeflotte sollte gegen die Kanalküste und die Themsemündung vorstoßen und die Entscheidungsschlacht gegen Großbritannien suchen; dabei wurden schwere eigene Verluste billigend in Kauf genommen. Die Äußerungen von Reinhard Scheer und Adolf von Trotha lassen keinen Zweifel daran, dass es in erster Linie um die „Ehre“ der Kaiserlichen Marine ging. Es war auch beabsichtigt, die Friedensbemühungen der neuen Reichsregierung, die von dem Plan bewusst nicht unterrichtet wurde, zu torpedieren. Dieser „Rebellion der Admiräle“ folgte daraufhin, „binnenlogisch konsequent“, die „Revolution der Matrosen“. In der Nacht vom 29. zum 30. Oktober kam es zu ersten Befehlsverweigerungen einiger Schiffsbesatzungen, woraufhin die Marineleitung ihren Plan der Entscheidungsschlacht fallen ließ. Dennoch entwickelte sich aus der Meuterei der Kieler Matrosenaufstand, der die Novemberrevolution initiierte.
Ende November 1918 wurde er Chef des Marinekabinetts. Mit der Umbenennung des Marinekabinetts in das Personalamt im Reichsmarineamt im Dezember 1918 übernahm er das Personalamt, was er bis Ende März 1919 führte.
Am 26. März 1919 wurde Trotha Chef der neuen Admiralität der Reichsmarine, die an die Stelle des Reichsmarineamts getreten war. Am 31. Oktober 1919 wurde er zum Vizeadmiral befördert. Beim Kapp-Putsch im März 1920 erklärte Trotha, dass die Marine der Regierung der Putschisten zur Verfügung stehe. Mit dieser Entscheidung begründete er anhaltende Zweifel an der Verfassungstreue der Reichsmarine während der gesamten Zeit der Weimarer Republik. Nach der Niederschlagung des Putsches wurde er deshalb am 5. Oktober 1920 verabschiedet. Ein Verfahren gegen ihn vor dem Reichsgericht wurde eingestellt.

## Spätere Aktivitäten
Nach Eintritt in den Ruhestand übernahm Trotha 1921 die Leitung des Deutschnationalen Jugendbundes (auch: Großdeutscher Bund), der 1933 aufgelöst wurde; anschließend war er Ehrenführer der Marine-Hitlerjugend. 1928 gründete er zusammen mit Hans Schwarz und Bernd von Wedel die konservativ-revolutionäre Halbmonatsschrift Der Nahe Osten. Er war im Oktober 1931 einer der Teilnehmer an dem Harzburger Front genannten Aufmarsch von Antidemokraten und rechtsradikalen Nationalisten. Nach der Machtergreifung durch die Nationalsozialisten wurde er in den Preußischen Staatsrat berufen. Im Sommer 1934 war er als Nachfolger Friedrich von Lindequists zum Präsidenten des Deutschen Flottenvereins gewählt worden, der sich im September 1934 auflöste. Am 20. April 1934 wurde unter Trothas Vorsitz der Reichsbund Deutscher Seegeltung, ein Propagandainstrument der NS-Regierung, gegründet. Dem Reichsbund gehörte auch der Deutsche Hochseesportverband HANSA an, dessen Gründer und 1. Vorsitzender Trotha bis 1940 war.
Gemeinsam mit Hitler, dessen Bewunderer er war, weihte er am 30. Mai 1936, dem Tag vor dem 20. Jahrestag der Skagerrakschlacht, das Marine-Ehrenmal Laboe ein. Am 19. August 1939 erhielt er den Charakter als Admiral verliehen. Außerdem war er seit 1. März 1938 Träger des Goldenen Ehrenzeichens der NSDAP. Trotha erhielt ein Staatsbegräbnis, an dem auch Hitler teilnahm. Sein Grab befand sich auf dem Friedhof der evangelischen Kirchengemeinde von Glienicke/Nordbahn. Sein schriftlicher Nachlass befindet sich als Depositum im Staatsarchiv Bückeburg.

## Werke
- Die Einheit des Deutschtums und das Weltmeer. Broschüre. Armanen-Verlag, Leipzig 1934.
- Seegeltung – Weltgeltung. Gedanken eines Admirals. Berlin 1940.

## Auszeichnungen
- Roter Adlerorden II. Klasse mit Eichenlaub und Schwertern[12]
- Kronen-Orden II. Klasse[12]
- Eisernes Kreuz (1914) II. und I. Klasse[12]
- Ritterkreuz des Königlichen Hausordens von Hohenzollern mit Schwertern[12]
- Pour le Mérite[12] am 10. Juni 1916
- Preußisches Dienstauszeichnungskreuz[12]
- Offizier des Bayerischen Militärverdienstordens[12]
- Ehrenkreuz des Greifenordens[12]
- Mecklenburgisches Militärverdienstkreuz II. und I. Klasse
- Friedrich-August-Kreuz II. und I. Klasse[12]
- Komtur II. Klasse des Albrechts-Ordens mit Schwertern[12]
- Kommentur II. Klasse des Friedrichs-Ordens[12]
- Domherr und Dechant des Domkapitels von St. Peter und Paul (Brandenburg an der Havel)